# Hermann Fribolin

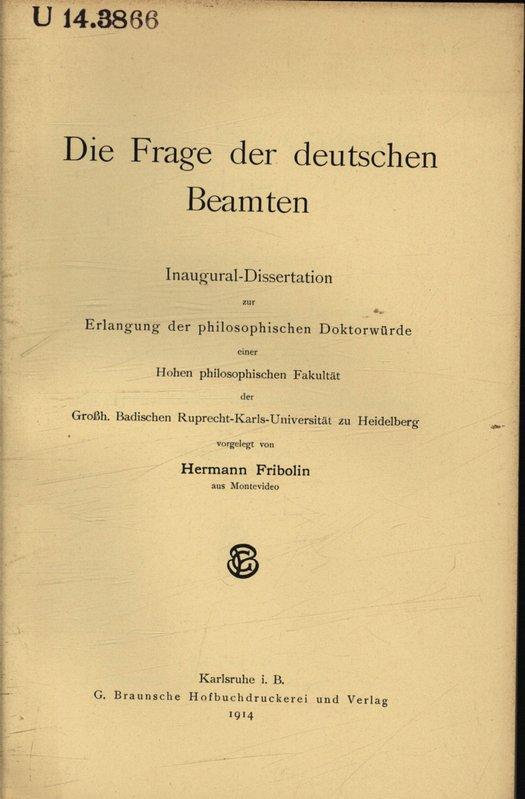
Dissertation 1914

Hermann Carlos Fribolin (geboren 25. November 1886 in Montevideo; gestorben 20. August 1944 in Warschau) war ein deutscher Jurist und Kommunalbeamter.

## Leben
Hermann Fribolin war Sohn eines Kaufmanns. Er besuchte das Realgymnasium Karlsruhe und studierte ab 1906 Jura in Heidelberg und München. Er legte das erste und zweite Staatsexamen ab, wurde bei Alfred Weber promoviert und ging 1913 als Gerichtsassessor nach Mannheim. Fribolin wurde 1914 Soldat im Ersten Weltkrieg und kehrte 1918 nach Mannheim zurück. Von 1921 bis 1927 war er Gefängnisdirektor im Karlsruher Gefängnis und wurde dann Amtsrichter und 1929 Landgerichtsrat und Untersuchungsrichter in Karlsruhe. Er war aktives Mitglied der Deutschen Volkspartei (DVP).
Nach der Machtergreifung der Nationalsozialisten trat Fribolin zum 1. Mai 1933 in die Nationalsozialistische Deutsche Arbeiterpartei ein (Mitgliedsnummer 2.565.124) und wurde am 18. Mai 1933 zum Bürgermeister ernannt. Als der Karlsruher Oberbürgermeister Adolf Friedrich Jäger 1938 in Pension ging, bewarb Fribolin sich um die Nachfolge, statt seiner wurde aber der „alte Kämpfer“ Oskar Hüssy ernannt.
Fribolin wurde bei Kriegsbeginn 1939 Soldat der Wehrmacht. 1941 bewarb er sich um die Position des Kämmerers in der deutschen Verwaltung des besetzten Warschau.  Fribolin referierte 1941 zweimal bei Regierungssitzungen des Generalgouvernements in Krakau. In dem Referat am 15. Oktober 1941 ging Fribolin auf das im Oktober 1940 eingerichtete Zwangsghetto für die Juden ein. Er blieb in der Folgezeit in diesem Amt und rückte in die Position des Stellvertreters des Stadthauptmanns Ludwig Leist auf.  Der Vorsitzende des Warschauer Judenrats im Warschauer Ghetto Adam Czerniaków war von seinen schleppenden und auch verweigerten Auszahlungen abhängig.
Während des Warschauer Aufstands 1944 erlitt er schwere Verletzungen, an denen er in einem Warschauer Krankenhaus starb.
Das postum durchgeführte Entnazifizierungsverfahren stufte ihn 1948 als Minderbelasteten ein, damit konnte seine Witwe eine Beamtenversorgung erhalten.

## Schriften (Auswahl)
- Die Frage der deutschen Beamten. Volkswirtschaftliche Abhandlungen der badischen Hochschulen Heft 27. Karlsruhe : G. Braunsche Buchdruckerei, 1914